# Haemulon serrula
Haemulon serrula är en fiskart som först beskrevs av Cuvier, 1830.  Haemulon serrula ingår i släktet Haemulon och familjen Haemulidae. Inga underarter finns listade i Catalogue of Life.